# Dar'ja Korobova
Dar'ja Sergeevna Korobova (in russo Дарья Сергеевна Коробова?; Ėlektrostal', 7 febbraio 1989) è una sincronetta russa medaglia d'oro olimpica nella gara a squadre a Londra 2012.

## Carriera
Dopo essersi unita nel 2008 alla squadra russa, nel 2009 Korobova ha raccolto i suoi primi successi internazionali vincendo due ori nel concorso a squadre (programma tecnico e libero) ai campionati mondiali di Roma 2009. Si è in seguito confermata atleta di vertice con altri due ori (squadra e combinato) conquistati agli europei di Budapest 2010, affermandosi poi nuovamente ai mondiali di Shanghai 2011. A coronazione delle sue prestazioni è arrivato l'oro vinto a Londra 2012 nella gara a squadre.

## Palmarès
- Giochi olimpici

Londra 2012: oro nella gara a squadre.
- Mondiali di nuoto

Roma 2009: oro nella gara a squadre (programma libero e tecnico).
Shanghai 2011: oro nella gara a squadre (programma libero e tecnico) e nel combinato a squadre.
Barcellona 2013: oro nella gara a squadre (programma libero e tecnico) e nel combinato a squadre.
- Europei di nuoto

Budapest 2010: oro nella gara a squadre e nel combinato a squadre.
Berlino 2014: oro nel duo.
- Universiadi

Kazan' 2013: oro nella gara a squadre e nel combinato.